# 조선구마사
《조선구마사 - 괴력난신의 시대》(朝鮮驅魔師)는 2021년 3월 22일부터 2021년 3월 23일까지 방송되었던 SBS 월화 드라마였는데 프로그램 기획서에 당초 16부작 미니시리즈로 기획되었지만 역사 왜곡 시비 문제로 인하여 2회까지만 방영하고 종영되었다.

## 제작진

### 제작사
- YG STUDIOPLEX (설렘주의보, 나는 길에서 연예인을 주웠다)
- 크레이브웍스 (프리스트, 킬잇, 드라마 스테이지 "오우거")

### 극본
- 박계옥 : 영화 "돈을 갖고 튀어라"(각본), "깡패수업"(각본), "미스터 콘돔"(각본), "박대박"(각본), "스카이 닥터"(각본), "남자이야기"(각본), "투캅스 3"(각본), "짱"(각본), "행복한 장의사"(각본), "휘파람 공주"(각본), "첫사랑 사수 궐기대회"(각본), "청풍명월"(각색), "나두야 간다"(각본), "댄서의 순정"(각본), "천군"(각본), SBS 수목 드라마 "줄리엣의 남자"(집필), "건빵선생과 별사탕"(보조 집필) "카인과 아벨"(집필), KBS 2TV 수목 드라마 "투명인간 최장수"(집필), KBS 2TV 월화 드라마 "천하무적 이평강"(집필), SBS 주말 특별 기획 드라마 "바보엄마"(집필), KBS 2TV 수목 드라마 "감격시대 : 투신의 탄생"(집필), "닥터 프리즈너"(집필), tvN 토일 드라마 "철인왕후"(집필)

### 연출
- 신경수 : SBS 수목 드라마 "불한당"(조연출) "크리스마스에 눈이 올까요?"(조연출), "뿌리 깊은 나무"(연출), "쓰리 데이즈"(연출) SBS 월화 드라마"육룡이 나르샤" (연출)"의문의 일승"(연출)"나는 전설이다"(조연출), SBS 일일 드라마 "아내의 유혹"(조연출), SBS 아침 드라마 "너라서 좋아"(연출), SBS 금토 드라마 "녹두꽃"(연출)

## 등장 인물

### 주요 인물
- 감우성 : 태종 역
- 장동윤 : 충녕대군 역
- 박성훈 : 양녕대군 역 (아역 : 홍동영)

### 태종의 주변 인물
- 서영희 : 원경왕후 민씨 역 - 태종의 아내. 양녕, 효령, 충녕, 강녕의 어머니.
- 문우진 : 강녕대군 역 - 태종의 막내아들. 궐에서 매 사냥을 하다가 나타난 생시에 의해 감염되고 만다.
- 홍우진 : 홍석중 역 - 도승지
- 조덕현 : 주덕은 역 - 영의정
- 하성광 : 상선 역

### 충녕대군의 주변 인물
- 달시 파켓 : 요한 신부 역 - 통칭 서역 무당. 바티칸에서 파견된 구마 전문 신부
- 데이비드 맥기니스 : 니콜라스 신부 역 - 교황청에서 파견된 최초의 구마 사제
- 서동원 : 마르코 역 - 통사. 원래 고려인. 가왜(假倭-해적)들에 의해 납치돼 일본으로 갔다가 이태리까지 흘러들어 로마 교황청의 조선어 통역관으로 파견된 인물
- 오의식 : 지겸 역 - 충녕의 호위 무사
- 정혜성 : 무화 역 - 국무당의 도무녀. 성리학의 나라를 기치로 이방원이 무당과 불교를 탄압할 때, 원명에 의해 홀로 살아남았다.
- 김동준 : 벼리 역 - 백정 겸 사당패 살판쇠
- 금새록 : 혜윰 역 - 살판쇠. 벼리와 같이 살판을 뛰는 동료

### 양녕대군의 주변 인물
- 이유비 : 어리 역 - 양녕의 첩. 조정 관리의 첩이었지만, 양녕의 애첩이 되어 그의 사랑을 독차지하고 있는 인물
- 한규원 : 홍민제 역 - 왕세자 양녕대군의 호위무사.

### 그 외 인물
- 최무성 : 막치 역 - 벼리의 아버지. 도축장인. 소를 잡기 전에 항상 기도를 하는 다소 괴이한 백정
- 김법래 : 왕유 역 - 정평군. 공양왕의 아들이라고 떠벌리고 다니는 자. 고려 유민의 왕으로 알려져 있으나, 사실 사기꾼에 가까운 몰락한 왕씨 가문 인물
- 전국환 : 한정헌 역 - 세자의 장인. 병조판서
- 전노민 : 임태미 역 - 한성부판윤
- 조영규 : 조휘량 역 - 세자의 스승(우부빈객). 의정부 참찬
- 한규원 : 홍민제 역 - 세자익위사 우익위
- 차용학 : 좌사위 역
- 민진웅 : 잉춘 역 - 어름사니(줄타는 사람)로 벼리, 혜윰과 같이 사당패로 활동하는 인물.
- 임기홍 : 창대 역 - 꼭두쇠
- 윤나무 : 부틀이 역 - 버나쇠
- 박서연 : 채이 역 - 벼리의 누이
- 백은혜 : 중추부사 댁 며느리 역

### 특별 출연
- 김뢰하 : 태조 역
- 안길강 : 민무구 역 - 원명왕후의 동생
- 백성철 : 민무질 역 - 원명왕후의 동생
- 홍서준 : 최문수 역

## 시청률
최저 시청률과 최고 시청률은 시청률 조사회사와 지역별로 시청률에 차이가 있을 수 있습니다.
| 2021년      | 2021년      | 2021년         | 2021년         | 2021년       |
| 회차        | 방송일      | TNmS 시청률    | AGB 시청률     | AGB 시청률   |
| 회차        | 방송일      | 대한민국(전국) | 대한민국(전국) | 수도권(서울) |
| ----------- | ----------- | -------------- | -------------- | ------------ |
| 제1회       | 3월 22일    | 6.1%           | 5.7%           | 6.5%         |
| 제1회       | 3월 22일    | 9.2%           | 8.9%           | 9.9%         |
| 제2회       | 3월 23일    | 5.6%           | 4.5%           | -            |
| 제2회       | 3월 23일    | 7.5%           | 6.9%           | 7.4%         |
| 제3회       | 5월 20일    | -              | -              | -            |
| 제3회       | 5월 20일    | -              | -              | -            |
| 평균 시청률 | 평균 시청률 | 7.10%          | 6.50%          | -            |

## 논란
역사왜곡으로 악명높아 많은 비판을 받았다.

### 역사 왜곡 시비 논란
2021년 3월 22일 방송된 1화에서 극 중 충녕대군이 의주의 기생집에서 외국인 사제와 통역사에게 중국의 전통 음식인 월병과 피단(달걀이나 오리알을 삭힌 음식), 중국식 만두 등을 대접하는 장면이 나와 역사 왜곡 논란이 일고 있었다. 제작진은 "명나라 국경에 가까운 지역이다 보니 ‘중국인의 왕래가 잦지 않았을까’ 하는 상상력을 가미하여 소품을 준비했다"고 입장문을 밝혔으나, 이러한 해명은 더 큰 논란을 불러 일으켰다. 역사적으로 간도는 명나라의 국경 지대였던 적이 없으며 당시 여진족, 조선인 등이 거주하고 있었다. 또한 국무당의 도무녀인 무화가 입은 의상이 중국 드라마에서 나온 무녀의 의상과 거의 비슷하다는 지적이 나왔다.
뿐만 아니라 태종이 환각을 보고 백성들을 도륙하는 장면과, 충녕대군(세종대왕)이 시종처럼 구석에 서서 천주교 신부에게 술을 따르는 장면, 충녕대군이 호위무사에게 "자신의 6대조인 목조(태조 이성계의 고조부)께서도 기생에 빠져 강원도 삼척으로 야반도주하셨던 분이신데 그 피가 어디 가겠느냐"고 비하하는 장면, 백성들이 최영 장군이 충신이면 다른 충신들 다 얼어 죽었겠다고 비하하는 장면, 연변 사투리를 쓰는 인물이 농악무를 보여주는 장면 등도 역사 왜곡으로 지적 받았다.
3월 23일 오후 기준으로, 대한민국 방송통신심의위원회와 SBS 시청자 상담실에선, 조선구마사와 관련된 민원이 1,700개 이상에 달했다. 또한 청와대 국민청원에서는 조선구마사의 방영을 즉각 중단하라는 청원이 올라왔고, SBS 시청자 상담실에 접수된 프로그램 중 '조선구마사'에 대한 애로 사항 건수는 무려 170여건에 이른다. 3월 24일에는 서경덕 성신여자대학교 교수 등이 이와 같은 극 중 장면에 대해 비판했다.
경상북도 문경시는 드라마 조선구마사 제작비 지원을 중단하고 제작사 측에 인센티브를 환수할 것을 명령했다. 또한 전라남도 나주시는 드라마 세트장 사용 허가를 취소하고 SBS 측에 나주시 협찬 로고 삭제를 요구했다. 전주이씨종친회는 성명을 내고 "SBS가 실존 인물의 이름을 그대로 사용하면서 역사적 사실을 왜곡한 드라마를 방영하여 대다수의 대한민국 국민들과 세계인들에게 잘못된 역사 왜곡을 가질 수 있다는 사실에 우려를 표한다. 이에 우리는 SBS에 '역사 왜곡 동북공정 드라마'인 조선구마사의 방영을 중단할 것을 요구한다."고 밝혔다.
3월 24일에는 삼성전자와 KT, LG생활건강 등 다수의 기업이 광고를 철회했고, 26개 기업이 협찬을 중단한다고 밝혔다. 또한 한복 제작 업체인 나래솔은 3월 25일에 SNS 공식 계정을 통해 "나래솔은 그동안 드라마 조선구마사에 등장하는 조선의 정통 궁중 의상 제작에 협조했으나 역사 왜곡 논란을 고려하여 한복 협찬을 중단한다."고 밝혔다.
SBS 드라마본부는 "3월 29일과 30일 방송 내용을 전면 재정비 차원에서, 약 1주일간 결방한다"고 밝혔다. 하지만 SBS는 3월 26일에 "이번 사태의 심각성을 깊이 인식하여 ‘조선구마사’ 방영권 구매 계약을 해지하고 방송을 취소하기로 결정했다"고 발표했다. 이어서 "SBS는 본 드라마의 방영권료 대부분을 이미 선지급한 상황이고, 제작사는 80% 촬영을 마친 상황" "방송사와 제작사의 막대한 경제적 손실과 편성 공백 등이 우려 되는 상황이지만 SBS는 지상파 방송사로서의 가장 중대한 책임감을 느끼며 방송 취소를 결정했다"고 밝혔다. 또한 제작사도 조선구마사의 해외 판권 독점 계약을 취소하기로 결정했다.

### 번역 오류 논란
중국 IT 기업 텐센트에서 운영하는 동영상 스트리밍 웹사이트 'WeTV'가 '조선구마사'를 소개하면서, 조선민주주의인민공화국(DPRK, Democratic People's Republic of Korea)이 건국된 역사적 사실에 바탕을 두었으며, '바티칸이 불교 국가인 고려를 대체하기 위해 조선의 건국을 지지했다'고 설명한 사실이 밝혀짐에 따라 논란이 되었다. 이후 조선구마사 측은 번역 오류를 수정하겠다고 밝혔다.

### 중국 자본 투입 논란
역사 왜곡 논란에 이어 중국 자본이 투입되었다는 의혹이 제기되었으나, 이에 대해 SBS 드라마본부 측에선 사실이 아니라고 해명했다.

## 같이 보기
- 대한민국의 텔레비전 드라마 목록 (ㅈ)
- 2021년 대한민국의 텔레비전 드라마 목록